# Famille Giacobbi
Pour les articles homonymes, voir Giacobbi.
Cette page explique l’histoire ou répertorie les différents membres de la famille Giacobbi.
Giacobbi est le nom d'une famille corse d'origine caporalice engagée depuis plusieurs générations dans la vie politique de l'île. Avec quelques autres, tels les Gavini, de Rocca Serra ou Zuccarelli, les Giacobbi sont très représentatifs du clanisme insulaire.
Les Giacobbi, sur le continent, s'affiliaient et s'affilient à la famille radicale.
- Antone Giacobbi
  - Gian Battista Giacobbi
    - Antone Francesco Giacobbi
      - Joseph Marie Giacobbi, avocat et écrivain
        - Marius Giacobbi, sénateur
          - Paul Giacobbi, député, sénateur et ministre
            - François Giacobbi, député, sénateur et sous-secrétaire d'État
              - Paul Giacobbi, député et président du conseil exécutif de Corse (2010-2015).